# 心理类型
《心理类型》（英語：Psychological Types）是卡尔·荣格的著作，德语版于1921年出版，英语版于1923年出版，被收录在《荣格文集》第六卷中。《心理类型》阐述了荣格的心理类型理论。在这本书里，荣格提出意识具有四种功能：两种非理性功能，即知觉（Sensation）和直觉；两种理性功能，即思维和情感。荣格认为意识具有理性和非理性两面，他在自传中曾说："心灵的钟摆往返于理智与非理智之间，而不是正确与谬误之间"。意识的四种功能又受到两种态度，即外向性與内向性的影响。荣格提出，占主导地位的功能和占主导地位的态度共同构成了意识的特点，而占次要地位的功能或态度则处于被压抑的状态并构成了无意识的特点。
四种功能和两种态度一共可以组合出八种心理类型，即：
- 外倾知觉/內倾知觉（Extraverted sensation / Introverted sensation）
- 外倾直觉/內倾直觉（Extraverted intuition / Introverted intuition）
- 外倾思维/內倾思维（Extraverted thinking / Introverted thinking）
- 外倾情感/內倾情感（Extraverted feeling / Introverted feeling）

## 外部鏈接
- 豆瓣读书上《荣格自传：回忆、梦与思考》的資料 （简体中文）